# 蒂娜·比堤

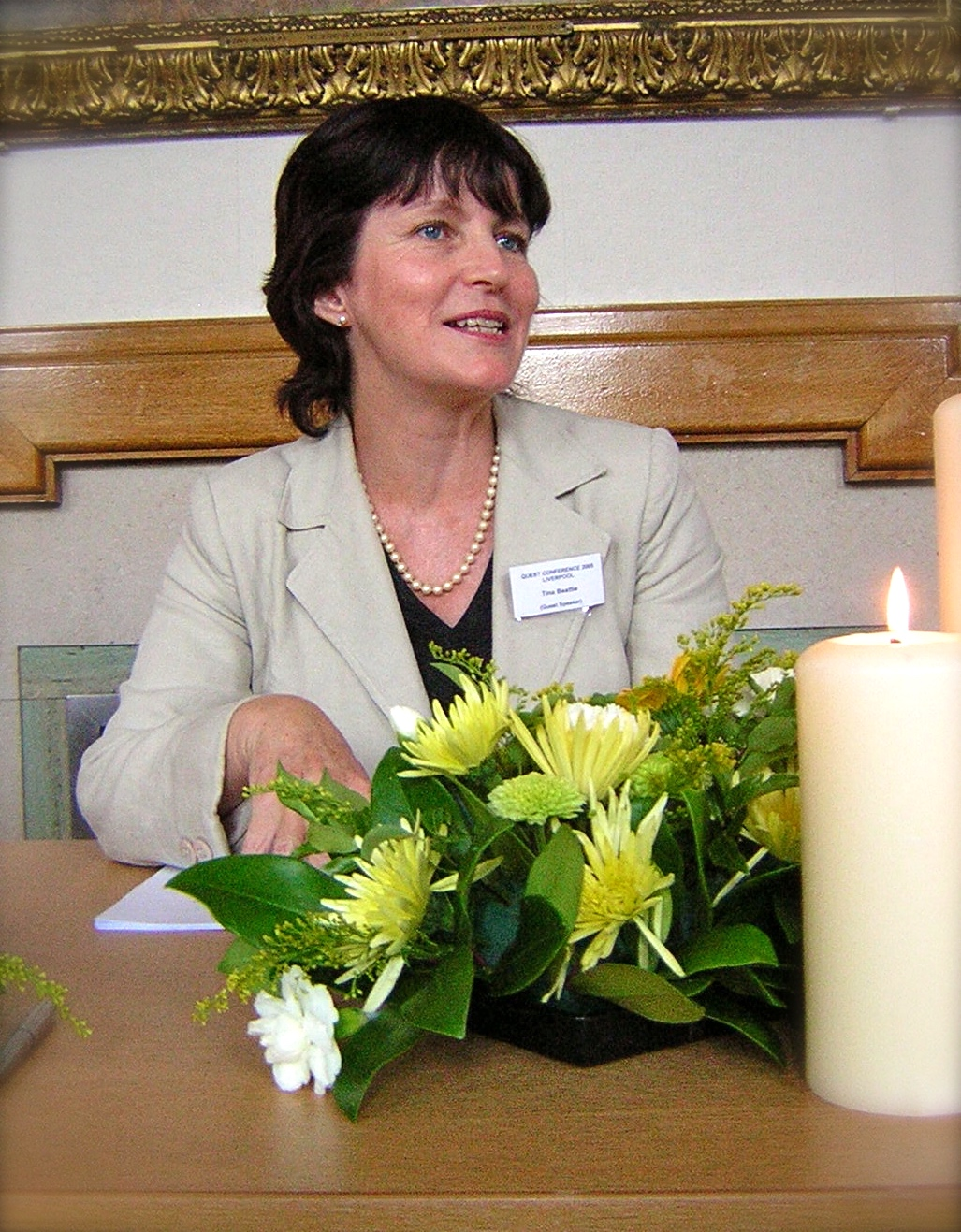
2005年

蒂娜·比堤（Tina Beattie，1955年3月16日—）是英國的羅馬天主教神學家， 作家和播音員。她是羅漢普頓大學天主教研究課程的教授，她的學術研究和出版主題，從依蕊格萊(Luce Irigaray)的象徵主義及陰性書寫角度分析早幫基督宗教及當代羅馬天主教對瑪利亞及夏娃的描述。包括神學、社會性別 和批判理論，聖母瑪利亞的象徵主義和流派，最近的研究包括自然法，人權和婦女權利，以及最近被稱為新無神論的反宗教運動。除了她的學術工作，她經常應邀 就有關的問題出席公開講座，討論宗教在當代社會的角色。她經常為天主教周刊The Tablet以及在線期刊Open Democracy撰文。
蒂娜·比堤以成人學生的身份在英國布里斯托爾大學攻讀神學和宗教研究，然後在Ursula King門下研究羅馬天主教的聖母瑪利亞學。從那時起，她一直在布里斯托爾大學和韋斯利學院任教。2002年專職在羅漢普頓大學任教前，她也在公開大學任職。
她的教學和研究興趣範圍包括宗教、文化和神學，教學內容包括：基督教神秘主義、宗教與電影、神學、藝術與文化，宗教和人權及道德神學等。她也寫作有關當代羅馬天主教聖母學的文章，特別是有關20世紀的神學家卡爾·拉納的著作，以及批判巴爾塔薩（Hans Urs von Balthasar）的神學。

## 著作
- The New Atheists: The Twilight of Reason and the War on Religion (London: Darton, Longman and Todd, Maryknoll NY: Orbis Books. (2007/2008)
- New Catholic Feminism: Theology and Theory (London and New York: Routledge, 2006)
- Woman, New Century Theology Series (London and New York: Continuum, 2003)
- God’s Mother, Eve’s Advocate: A Marian Narrative of Women’s Salvation (London and New York: Continuum, 2002)
- Eve’s Pilgrimage: A Woman’s Quest for the City of God (London: Burns & Oates; New York: Continuum, 2002)

## 相關概念
- 婦女神學
- 女性主義

## 外部連結
- Roehampton 员工页 （英文）
- 个人网站 （页面存档备份，存于） （英文）